# R-Zone
La R-Zone es una videoconsola portátil desarrollada y fabricada por Tiger Electronics, lanzada en 1995. Pese a que utilizó campañas comerciales en TV, fue un gran fracaso y solo se fabricó de 1995 a 1997. Supuso la entrada de Tiger Electronics en el mundo del videojuego portátil (hasta el momento solo había comercializado juegos LCD). Se piensa que este diseño original, incluido el esquema de color rojo, fue diseñado para capitalizar el entusiasmo popular para la Nintendo Virtual Boy en ese momento.
Se comercializaron un total de tres variantes, siendo la Headgear la más conocida internacionalmente. Es la única comercializada en España, principalmente en El Corte Inglés. Las otras dos rara vez salen de Estados Unidos. Su empaquetado varía, predominado el blíster de plástico, aunque algunas unidades se comercializaron en caja de cartón
En el mercado existía en ese momento una gran variedad de consolas de mano, mucho más potentes y con mejor gameplay que la R-Zone. Aparte del toque extraño de llevar un juego en tu cabeza, no tiene nada que hacer frente a las Game Boy, Game Boy Pocket, Game Boy Color o Game Gear y solo puede competir con los juegos baratos LCD de mano, pues la gama alta de estos, al menos en España, está dominada por Radica con dispositivos que simular periscopios o visores de disparo con bastantes detalles.

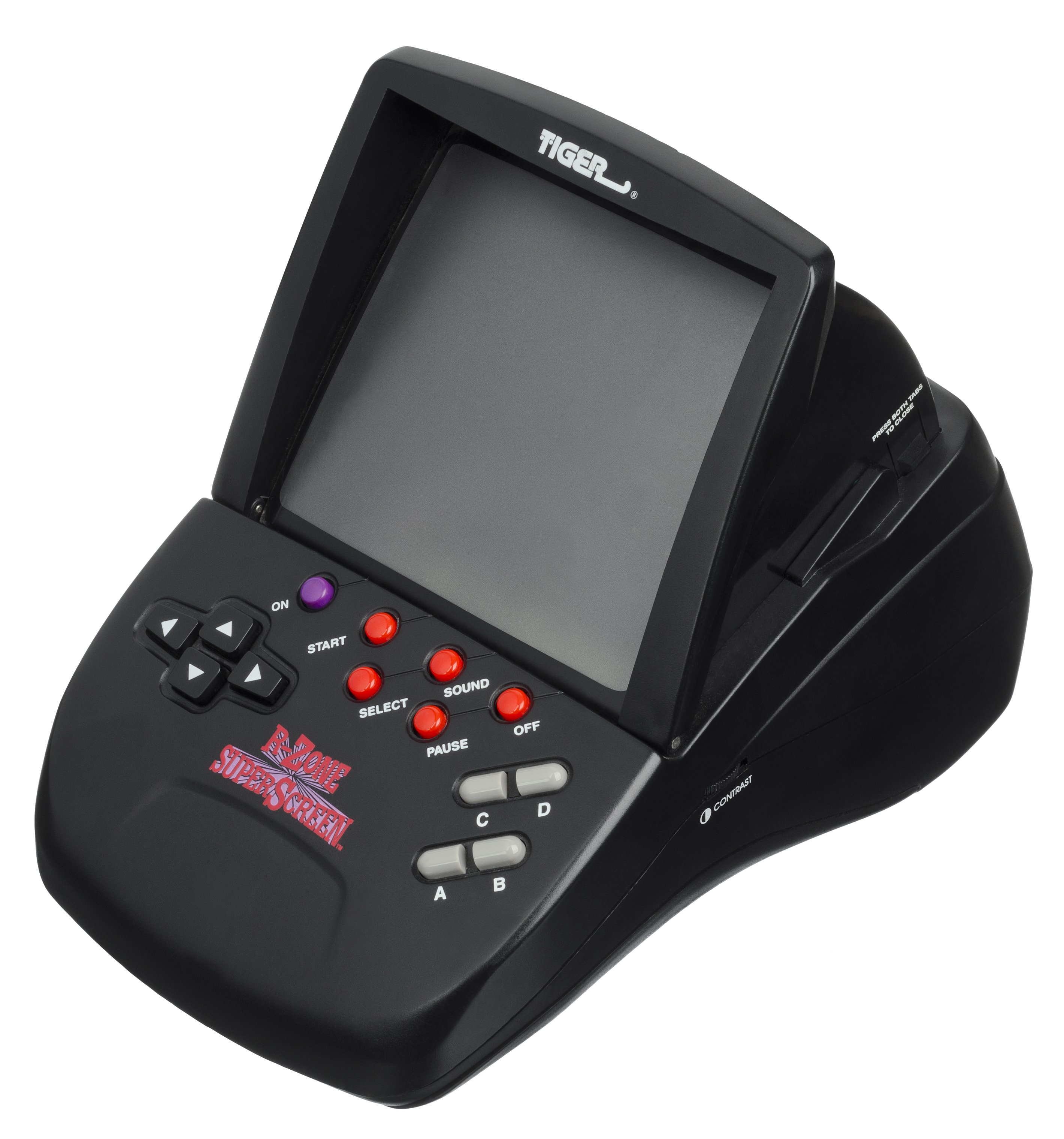
R-Zone Super Screen

## Variantes
- R-Zone Headgear primer modelo comercializado en marzo de 1995, con una fuerte campaña comercial donde se intentaba vender la idea de un dispositivo de realidad virtual. Consta de dos partes. La unidad principal, con el altavoz, la ranura de cartuchos, el proyector y la pantalla de policarbonato, se fija a la cabeza mediante una cinta elástica (dispone de almohadillas) y debe fijarse de modo que la imagen proyectada en la pantalla quede visible.Tiene unas dimensiones de 12 cm el visor + 4 cm la lámina de policarbonato (donde se ve reflejado el juego), 11 cm de diagonal el proyector. Un cable delgado lo une con la segunda parte, un mando de 145x60x40 mm, con Cruceta, ON, START, SELECT, SOUND, PAUSE, OFF, C-D, A-B (montados en basculantes que impiden se pulsen ambos a la vez) controles de brillo y volumen en el borde inferior de los bulbos del mando, alojamiento para llevar un segundo juego en la zona superior y en la trasera un clip para sujetar al cinturón montado sobre el compartimento de pilas (4 pilas AAA).[3] Se distribuye con un juego que varía con el tiempo, siendo inicialmente Batman Forever.[4]

- R-Zone Super Screen lanzado en 1996, añade color a los juegos, a base de incluir en algunos una lámina transparente con fondo coloreado. Su forma, tamaño y funcionamiento es el de un visor de diapositivas, disponiendo de una lente que amplía la imagen proyectada del juego. La lente va montada sobre un bastidor que permite ajustar el ángulo de visión. Mismos controles que al anterior, pero ahora C-D y A-B tienen cada uno sus propios botones, en color gris. Cambio de botones rojos alargados a circulares, inmediatamente debajo del visor, y se pasa de una sola fila a dos de 3 + 2 botones. El dispositivo debe situarse sobre una mesa. Utiliza cuatro pilas y se comercializa tanto en blíster como en caja de cartón.[4][5]

- R-Zone X.P.G. Xtreme Pocket Game lanzado en 1997. Es el último intento de Tiger por sostener lo que es un fracaso comercial en toda regla. Se pasa a un formato handheld típico, con el D-pad a la izquierda, los botones C, D, A y B con forma circular en el típico tamaño usado en legión de gamepads, los seis botones de control (el botón de ON deja de ser morado) en línea bajo la pantalla y sobre esta la ranura de cartucho. Las cuatro pilas en la trasera. Por la naturaleza del sistema, el proyector se sitúa entre las pilas y la placa madre y la pantalla de proyección, que actúa de protector del LCD cuando está recogida, debe separase hasta dar con el ángulo de visión adecuado.[1][4]

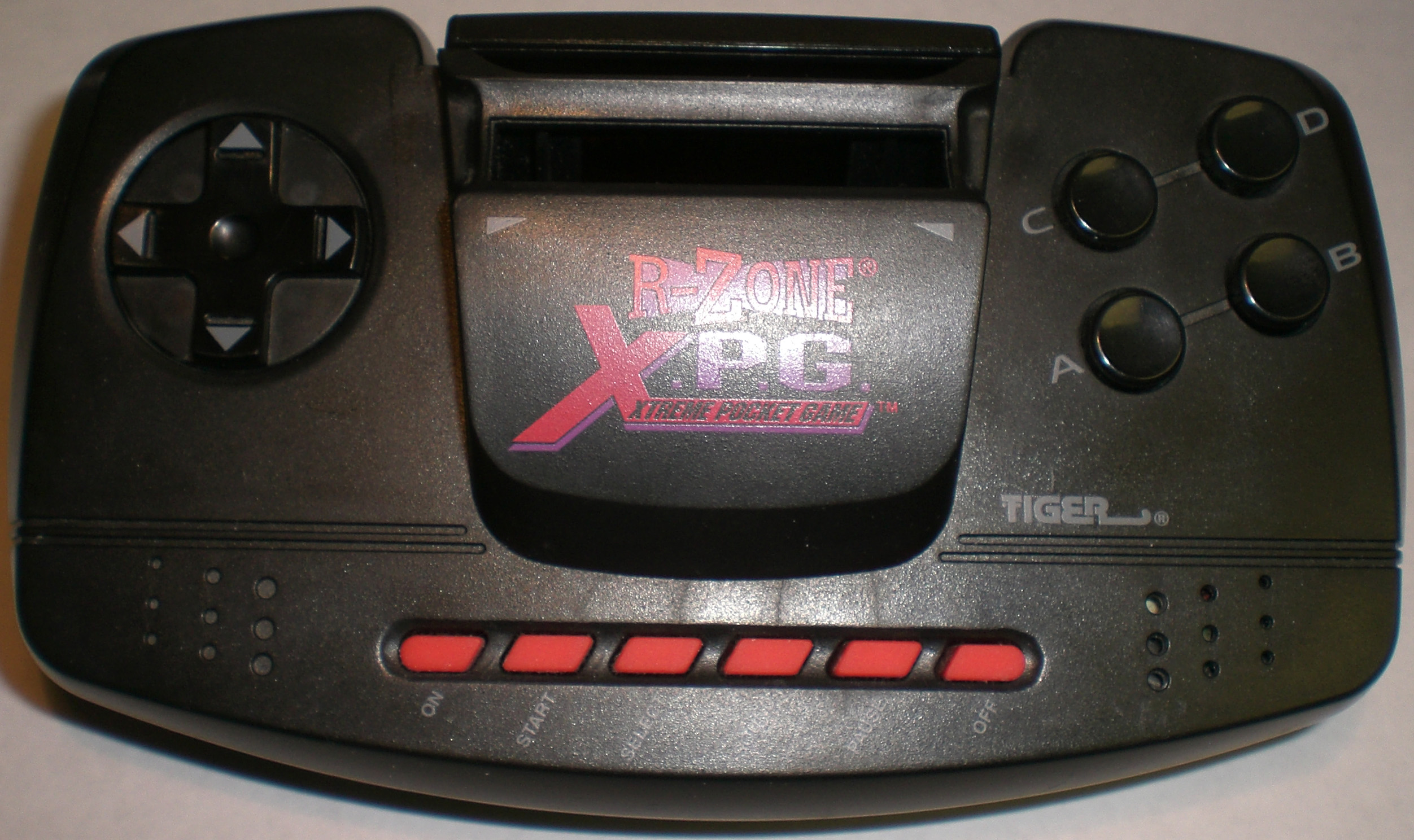
R-Zone X.P.G. Xtreme Pocket Game

## Juegos

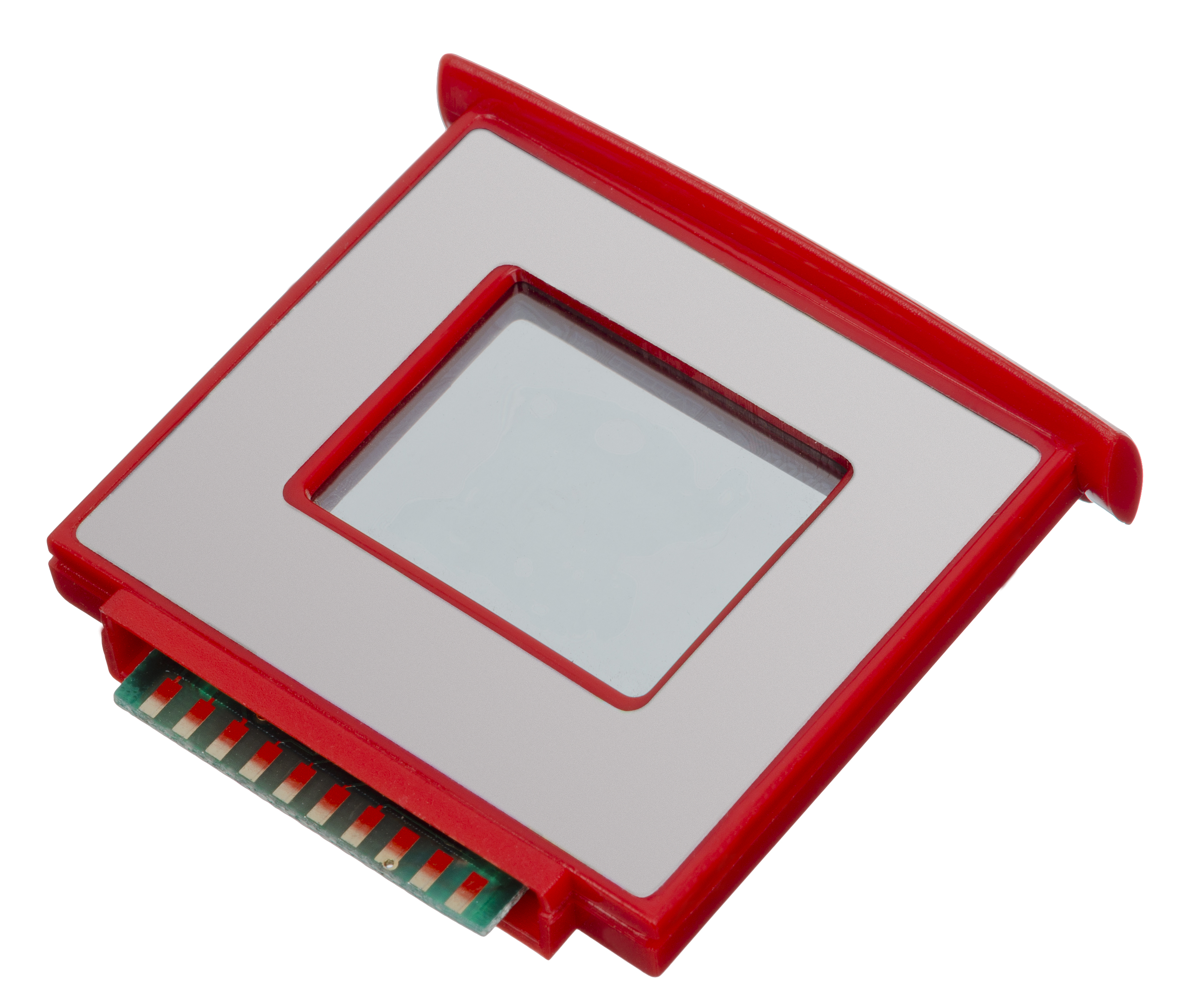
Un cartucho para los juegos de la R-Zone.

Los juegos de la R-Zone cambian solo de título y argumento, pero el modo de juego permanece casi inalterable, dadas las limitaciones de las pantallas LCD. Tiger tiene con Sega un acuerdo que le permite incluir juegos famosos como Panzer Dragoon o Virtua Fighter y compra los derechos de muchas películas.
La lista de juegos publicados es:
- 71-237 (1996) Apollo 13
- 71-248 (1996) Area 51
- 71-254 (199?) Batman & Robin
- 71-231 (1996) Batman Forever
- 71-241 (1996) Battle Arena Toshinden
- 71-236 (1995) Daytona Racing
- 71-318 (199?) Independence Day
- 71-??? (1996) Indy 500
- 71-??? (199?) Judge Dredd
- 71-315 (199?) Lost World, The
- 71-249 (199?) Men in Black
- 71-232 (1996) Mortal Kombat 3
- 71-322 (199?) Mortal Kombat Trilogy[7]
- 71-??? (199?) NASCAR Racing
- 71-238 (1995) Panzer Dragoon
- 71-239 (1996) Primal Rage
- 71-242 (1996) Road Rash 3
- 71-247 (1996) Star Trek
- 71-321 (199?) Star Wars:Imperial Assault
- 71-317 (199?) Star Wars:Jedi Adventure
- 71-316 (1997) Star Wars:Millennium Falcon Challenge
- 71-319 (199?) Star Wars:Rebel Forces
- 71-315 (199?) The Lost World: Jurassic Park[8]
- 71-244 (1996) Virtua Cop
- 71-??? (1995) Virtua Fighter
- 71-311 (1996) Virtua Fighter 2
- 71-??? (1995) VR Troopers
- 71-??? (199?) Waterworld (Cancelado)

## Controles
A la izquierda está situado el D-pad que se utiliza para controlar direccionalmente al personaje, y a la derecha hay dos parejas de botones A-B y C-D. Ya en la Headgear se nota su función, al estar agrupados en un pulsador basculante que impedía pulsar a la vez A y B o C y D. Suelen usarse para acciones opuestas, como ataque a la izquierda / derecha o acelerar / frenar
Aunque la posición de los botones secundarios ON, START, SELECT, SOUND, PAUSE, OFF varía con cada modelo ligeramente, suelen estar situados en la mitad del control, en una o dos filas. sus nombres son significativos respecto de su funcionamiento y no pueden reprogramarse. ON es quizá el menso usado, pues si la consola está apagada y se inserta un cartucho automáticamente se enciende. START pone en marca el juego, SELECT permite seleccionar opciones, SOUND habilita/inhabilita el sonido, PAUSE para /resume el juego y OFF apaga la consola.

## Pantalla
Cada cartucho de R-Zone tiene su propia pantalla LCD transparente. Cuando se enciende, un proyector ilumina la pantalla y los caracteres grabados se ven en color rojo sobre el dispositivo reflectante. Este dispositivo permite un ajuste para la correcta visión del jugador, y una vez apagado debe recogerse para evitar daños.